# Wembley Championships 1983
Il Wembley Championships 1983 è stato un torneo di tennis giocato sul sintetico indoor della Wembley Arena di Londra in Inghilterra. È stata la 35ª edizione del torneo che fa parte del Volvo Grand Prix 1983. Il torneo si è giocato dal 7 al 13 novembre 1983.

## Campioni

### Singolare maschile
John McEnroe ha battuto in finale  Jimmy Connors con il punteggio di 7–5, 6–1, 6–4

### Doppio maschile
Peter Fleming /  John McEnroe hanno battuto in finale  Steve Denton /  Sherwood Stewart con il punteggio di 6–3, 6–4